# Жанаарык (Капланбекский сельский округ)
Жанаарык (каз. Жаңаарық) — село в Сарыагашском районе Туркестанской области Казахстана. Входит в состав Капланбекского сельского округа. Код КАТО — 515469200.

## Население
В 1999 году население села составляло 1092 человека (524 мужчины и 568 женщин). По данным переписи 2009 года, в селе проживало 1595 человек (779 мужчин и 816 женщин).